# Ksenokrates z Chalcedonu
Ksenokrates z Chalcedonu (ur. ok. 396 p.n.e., zm. 314 p.n.e.) – grecki filozof, trzeci po Platonie i Speuzypie scholarcha Akademii. Kierował Akademią w latach 339–315/4 p.n.e. Był autorem licznych pism, z których zachowały się jedynie fragmenty. Nauki Ksenokratesa cenił Cyceron – stawiał go na równi z Platonem i Arystotelesem.
W czasie bycia scholarchą rozwijał ontologię platońską, zwłaszcza naukę o zasadach.
Zapewne jeden z autorów dzieła O dobru (nie zachowało się). Była wykładana w Akademii w ostatnich latach jego życia. Dotyczyła m.in. koncepcji Jedni i Nieokreślonej Dyady.
Wprowadził podział filozofii na logikę, fizykę i etykę.